# Koivikkosaari (ö i Lappland)
Koivikkosaari är en ö i Finland. Den ligger i sjön Maaninkajärvi och i kommunen Posio i den ekonomiska regionen  Östra Lapplands ekonomiska region  och landskapet Lappland, i den norra delen av landet, 700 km norr om huvudstaden Helsingfors. Öns area är 1 hektar och dess största längd är 200 meter i öst-västlig riktning.